# Caspian
Caspian és una banda estatunidenca de post-rock formada el 2003 a Beverly.

## Discografia

### Àlbums d'estudi
- The Four Trees (2007)
- Tertia (2009)
- Waking Season (2012)
- Dust and Disquiet (2015)
- On Circles (2020)[2]

### Altres enregistraments
- You Are the Conductor (2005)
- Tour EP (2006)
- Compartit amb Constants (2008)
- Live at Old South Church (2012)
- Hymn for the Greatest Generation (2013)[3]
- Castles High, Marble Bright (2016)
- On Circles, the Demos (2021)